# 福島県道356号広野停車場線
福島県道356号広野停車場線（ふくしまけんどう356ごう ひろのていしゃじょうせん）は、福島県双葉郡広野町を通る一般県道である。

## 路線概要
- 起点：双葉郡広野町下北迫字苗代替（JR常磐線広野駅前）
- 終点：双葉郡広野町上浅見川字桜田（桜田交差点）
- 総延長：0.858km[1]
  - 実延長：総延長に同じ
- 路線認定年月日：1966年11月22日[2]

### 重用区間
- 福島県道391号広野小高線（双葉郡広野町上浅見川字桜田88～同郡同町上浅見川字桜田63）

## 接続・交差する道路
- 福島県道391号広野小高線 南相馬方面（上浅見川字桜田）
- 国道6号・福島県道249号上戸渡広野線（上浅見川字桜田 桜田交差点 終点）

## 沿線
- JR常磐線 広野駅